# (36183) 1999 TX16
(36183) 1999 TX16 ist ein erdnaher Asteroid, der am 13. Oktober 1999 im Rahmen des LINEAR-Projektes in Socorro entdeckt wurde.
(36183) 1999 TX16 umkreist die Sonne in 1,93 Jahren. Seine Umlaufbahn ist um 38,2 Grad gegenüber der Ekliptik geneigt. Mit einer Periheldistanz von 1,0358 AE gehört er dem Amor-Typ an.
Mit dem Weltraumteleskop Wide-Field Infrared Survey Explorer wurde ein Durchmesser von annähernd 2,3 km und ein Albedo von etwa 0,09 ermittelt. Aus der gemessenen Lichtkurve wurde eine Rotationsperiode von 5,613 Stunden ermittelt. Da die Lichtkurve mit einer Amplitude von 1,3 mag variiert, wird vermutet, das (36183) 1999 TX16 eine sehr längliche Form besitzt.